# Gynoid

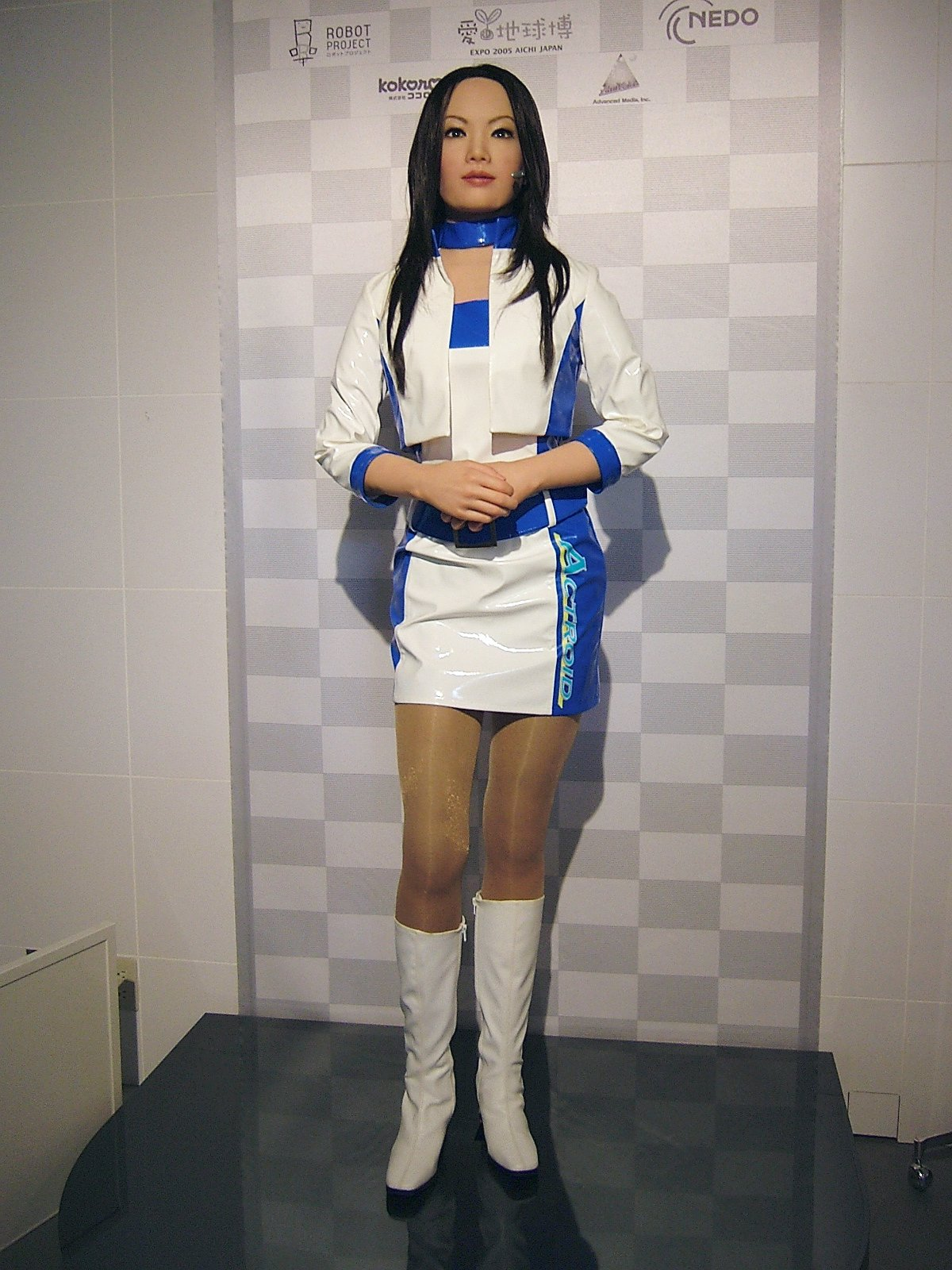
Actroid EXPO 2005 na výstavě Expo 2005 v Aichi. Gynoid vyrobil japonský závod Kokoro Company Ltd. dle návrhu university v Osace.

Gynoid (z řeckého γυνη – žena) je humanoidní robot, který vypadá jako žena, na rozdíl od androida, který má podobu muže. Pojem gynoid vytvořila Gwyneth Jones ve své novele z roku 1985 – Divine Endurance, která se odehrává v budoucnosti v Číně. Někdy se používá pojem android jako souhrnný pojem, označující obě robotí „pohlaví“. K označení ženských robotů se používá také slovo fembot.
Gynoid je např. japonský humanoidní robot Erika, který je schopen odpovědí na jednoduché otázky a napodobovat lidskou mimiku.